# Penetrator
Penetrator es un álbum de estudio del guitarrista estadounidense Ted Nugent lanzado en 1984 por el sello Atlantic Records.
Se produjo un video para la canción "Tied Up in Love" para promocionar el álbum. Sin embargo, el disco fue duramente criticado por el uso de sintetizadores y el acercamiento de su sonido al pop-rock, abandonando las raíces hard rock de sus antecesores.
La carátula fue diseñada por el artista peruano Boris Vallejo, quien también diseñó la portada del disco The Ultimate Sin de Ozzy Osbourne.

## Lista de canciones
1. "Tied Up in Love" (Randy Cate, Clif Magness, Nugent) - 4:23
2. "(Where Do You) Draw the Line" (Bryan Adams, Jim Vallance) - 3:25
3. "Knockin' at Your Door" (Andy Fraser) - 3:53
4. "Don't You Want My Love" - 3:30
5. "Go Down Fighting" (Robin George, Nugent) - 4:42
6. "Thunder Thighs" - 4:07
7. "No Man's Land" - 3:24
8. "Blame It on the Night" (Rick Blakemore, Dennis LaRue, Nugent) - 4:13
9. "Lean Mean R & R Machine" - 3:56
10. "Take Me Home" - 5:06

## Personal

### Músicos
- Ted Nugent - guitarra
- Brian Howe - voz
- Alan St. Jon - teclados
- Doug Lubahn - bajo
- Bobby Chouinard - batería